# 秋山美幸
秋山 美幸（あきやま みゆき、1984年8月27日 - ）は、日本の元女子バレーボール選手、指導者。

## 来歴
茨城県常陸太田市出身。母姉の影響で小学1年よりバレーボールを始める。
2006年、主将として青山学院大学の大学5冠達成に貢献、第5回東アジア地区バレーボール選手権大会でも活躍した。2007年、VプレミアリーグのNECレッドロケッツに入部し、同年8月、バンコクユニバーシアード大会に出場した。
2008年に正セッターを獲得し、2009-2010年度はチームの副主将を務めた。2014/15シーズンは主将として、チームを10シーズンぶりの優勝に導いた。
2015年6月、現役引退。同年9月より母校である青山学院大学女子バレーボール部のコーチに就任。
2017年より、青山学院大学の監督に就任した。
2025年に育児優先のため監督を退任。引き続きコーチとして指導を行う。

## 人物
- 2022年に第一子となる女児を出産している[7]。

## 所属チーム

### 選手
- 市立誉田小学校
- 市立太田中学校
- 大成女子高等学校
- 青山学院大学
- NECレッドロケッツ（2007-2015年）

### 指導者
- 青山学院大学
  - コーチ（2015-2017年）
  - 監督（2017-2025年）
  - コーチ（2025年-）